# Васенин, Александр Викторович
Алекса́ндр Ви́кторович Васе́нин (настоящая фамилия Васи́льев; 1874 — 16 января 1944) — русский советский драматический актёр. Заслуженный деятель искусств РСФСР (1937).

## Биография
Родился в сентябре 1874 года в Нижнем Новгороде.
В 1898 окончил драматические курсы б. Московского театрального училища (класс А. П. Ленского). В том же году был принят в труппу Малого театра, на сцене которого играл до конца жизни.
Слыл блистательным комедийным актёром. Но вместе с тем был актёром необычайно яркого дарования, которому были подвластны как комедийные роли, так и драматические.
Роли: Загорецкий («Горе от ума»), Добчинский («Ревизор»), Елеся («Не было ни гроша, да вдруг алтын» Островского), Счастливцев («Лес»), Кучумов («Бешеные деньги»), Голутвин («На всякого мудреца довольно простоты»), Ланчелотт Гоббо в «Венецианском купце», Учитель («Растеряева улица» по произведениям Успенского), доктор Ямпольский («Огненный мост» Ромашова) и др.
Умер 16 января 1944 года в Москве, похоронен на Новодевичьем кладбище.
Был женат на актрисе Малого театра, заслуженной артистке Республики Клавдии Ивановне Алексеевой — племяннице Марии Николаевны Ермоловой.

## Награды и звания
- Заслуженный деятель искусств РСФСР (1937)
- Орден Трудового Красного Знамени (23.09.1937) — за выдающиеся заслуги в деле развития русского театрального искусства